# Space Force (serie de televisión)
Space Force es una serie de televisión de comedia estadounidense creada por Greg Daniels y Steve Carell. Se centra en un grupo de personas encargadas de establecer la sexta rama de las Fuerzas Armadas de los Estados Unidos, la Fuerza Espacial de los Estados Unidos. Está protagonizada por Steve Carell, John Malkovich, Ben Schwartz, Diana Silvers, Tawny Newsome, Jimmy O. Yang y Don Lake. La serie se estrenó en Netflix el 29 de mayo de 2020. En noviembre de 2020, la serie se renovó para una segunda temporada, que fue estrenada el 18 de febrero de 2022. En mayo del 2022 la serie fue cancelada.

## Argumento
Space Force trata de la creación de la sexta rama de las Fuerzas Armadas de los Estados Unidos, la Fuerza Espacial de los Estados Unidos. El personaje de Carell, Mark Naird, es el primer general de la Fuerza Espacial, y está a cargo del esfuerzo para conseguir poner «botas en la luna» para 2024, según las órdenes del presidente.

## Reparto

### Principales
- Steve Carell como el General Mark R. Naird, primer Jefe de Operaciones Espaciales de la Fuerza Espacial.
- John Malkovich como el Dr. Adrian Mallory, científico jefe de la Fuerza Espacial.
- Ben Schwartz como F. Tony «Fuck Tony» Scarapiducci, director de redes sociales de Space Force.
- Diana Silvers como Erin Naird, la hija adolescente de Mark.
- Tawny Newsome como la capitana Angela Ali, piloto de helicóptero de la Fuerza Espacial y, más tarde, astronauta.
- Jimmy O. Yang como Dr. Chan Kaifang (temporada 2; recurrente temp. 1), asistente principal del doctor Mallory.
- Don Lake como el Brigadier General Bradley «Brad» Gregory (temporada 2; recurrente temp. 1), ayudante de Naird.

### Recurrentes

#### Civiles
- Lisa Kudrow como Margaret «Maggie» Naird, esposa de Mark, encarcelada por motivos no aclarados en la serie.
- Fred Willard como Fred Naird (temporada 1), el padre de Mark.
- Chris Gethard como Eddie Broser.
- Carolyn Wilson como Louise Papaleo (temporada 1).
- Owen Daniels como Obie Hanrahan.
- Aparna Nancherla como Pella Bhat.

#### Militares
- Noah Emmerich como General Kick Grabaston (temporada 1; invitado temp. 2) Jefe de Estado Mayor de la Fuerza Aérea de los Estados Unidos.
- Alex Sparrow como el Capitán Yuri «Bobby» Telatovich (temporada 1).
- Roy Wood Jr. como el Coronel Bert Mellows.
- Jane Lynch como la Jefa de Operaciones Navales.
- Diedrich Bader como el General Rongley.
- Patrick Warburton como el General Dabney Stramm.[7]
- Larry Joe Campbell como el Almirante Louis Biffoont.[8]
- Spencer House como Duncan Tabner (temporada 1), como un guardia de seguridad de la Fuerza Aérea de Alabama.
- Jamison Webb como el Mayor Lee Baxter (temporada 1).
- Brandon Molale como el Capitán Clarke Luffinch (temporada 1).
- Patton Oswald como el Comandante Lancaster (temporada 2), quien fue enviado en una misión a Marte.

#### Políticos
- Dan Bakkedahl como el Secretario de Defensa John Blandsmith (temporada 1).
- Ginger Gonzaga como Anabela Ysidro-Campos (temporada 1), apodada como "la molesta joven congresista" y también conocida como AYC, una parodia Alexandria Ocasio-Cortez.[9]
- Concetta Tomei como Pitosi (temporada 1), una parodia de Nancy Pelosi.[10]
- Alan Blumenfeld como el senador Schugler (temporada 1), una parodia de Chuck Schumer.[11]
- Tim Meadows como Secretario de Defensa de los Estados Unidos (temporada 2).

#### Científicos
- Jessica St. Clair como Kelly King (temporada 1), ingeniera estructural y civil.
- Thomas Ohrstrom como Dr. Vandeveld (temporada 1).
- Nancy Lantis como Dra. Wolf (temporada 1).
- Punam Patel como Dra. Ranatunga (temporada 1)
- JayR Tinaco como Dr. Xyler (temporada 2).